# La Léchère
La Léchère är en kommun i departementet Savoie i regionen Auvergne-Rhône-Alpes i sydöstra Frankrike. Kommunen ligger i kantonen Moûtiers som tillhör arrondissementet Albertville. År 2022 hade La Léchère 2 536 invånare.

## Befolkningsutveckling
Antalet invånare i kommunen La Léchère
| Referens: INSEE |